# Kvasija
Kvasija (lat. Quassia) je rod  drveća i grmlja iz tropske Amerike. Pripada biljnoj porodici Simaroubaceae. Naziv je nastao po imenu crnca G. Quassija, iscjeljitelja, botaničara i roba u Nizozemskoj Gvajani (danas Surinam), koji je oko 1730.-te otkrio ljekovitost biljke.
Gorka kvasija ili surinamsko gorko drvo (Quassia amara) sa zimzelenim lišćem sadrži kinin, kvasin (najgorča stvar u prirodi) i druge fitokemikalije. Ekstrakt iz drva upotrebljava se u medicini kao amarum (lijek za apetit), kao insekticid i kao nadomjestak za hmelj. Nekad se od njega spravljalo dobro sredstvo za liječenje želudačnih oboljenja (aperitiv i tonik).

## Vrste
U rod je nekada uključivano 36 vrsta od kojih su svi osim jednog priključeni drugim rodovima. Vrsta Quassia arnhemensis iz Australije, opisana 2009, možda pripada rodu Samadera.
- Quassia amara L.
- ?Quassia arnhemensis Craven & Dunlop, možda u Samadera